# Lucien Briet
Pour les personnes ayant le même patronyme, voir Briet.
Lucien Henri César Briet, né le 2 mars 1860 à Paris 19e de parents champenois, et mort le 4 août 1921 à Charly-sur-Marne (Aisne), est un photographe, explorateur et conférencier français, qui a principalement parcouru et étudié les Pyrénées espagnoles et le haut Aragon.

## Biographie
Henri Beraldi écrit : « Un pur enfant de Paris. Né rue de Flandre en 1860. Sa première ascension : tout petit, mené par son père voir les travaux du parc des Buttes-Chaumont ; dans la grotte il touche les stalactites en construction : prédestination à la spéléologie. Lit au collège, dans la Bibliothèque des Merveilles, le récit de Ramond sur le Mont Perdu. Il n'y a qu'à laisser germer ».
On le croit diplômé en lettres. Il est surtout passionné par l'écriture, la découverte, l’exploration et la photographie. Il pense à ses débuts pouvoir vivre de sa plume, mais ses premiers pas en poésie ne sont pas concluants.
En 1880, il est incorporé au 51e régiment d’infanterie de ligne à Beauvais. La vie militaire ne le satisfaisant pas, il déserte et s‘enfuit en Belgique, où il va passer quatre années. À son retour en France, il est traduit en conseil de guerre et condamné à deux ans de travaux forcés, puis gracié et affecté au 11e régiment d’infanterie, pour un an, en Afrique. En 1886, enfin libéré, il revient dans sa famille à Charly-sur-Marne et pratique la photographie.
En 1887, au décès de son père dont il est l'unique héritier, il mène une existence de petit rentier et décide de se lancer dans l'exploration de la cordillère pyrénéenne sur les traces de Ramond de Carbonnières. Il sera par la suite secrétaire de la Société de Spéléologie. Il découvre les Pyrénées en 1889, au cours d'un séjour à Gavarnie. Pris de passion, il y revient assez régulièrement, devient membre du CAF et entreprend d’explorer méthodiquement le massif, y réalisant de nombreuses photographies. Il publie des articles dans des revues spécialisées et donne des conférences accompagnées de projections. La Société Géographique de Paris lui fait un accueil triomphal[réf. souhaitée].

## Explorations
Briet s’aperçoit rapidement qu’il est arrivé un peu tard sur la scène du pyrénéisme, la plupart des pics ayant été explorés et étudiés. Il laisse tout de même quelques bons écrits sur le versant français, puis il tourne son regard vers l'Aragon si proche et pourtant méconnu. Ce pays de défilés, gorges et grottes a tout pour l’attirer. Il entreprend de le visiter en 1902, puis en 1903, par des séjours assez brefs (environ une semaine). À partir de 1904, ses campagnes sont plus longues, un mois et demi chaque année, jusqu’en 1911 où il reste 70 jours afin de compléter son programme d'explorations.
Tous les ans, après un voyage de 27 heures en train, il part de Gèdre pour arriver à Gavarnie, monter au port de Boucharo, redescendre vers Bujaruelo et Torla, en transportant un important matériel photographique (14 douzaines de plaques de verre format 18 cm × 24 cm) à dos de mulet. Après 1904 il a recours à des guides aragonais qui deviennent ses amis : Ramon Viu, de Torla, Lorenzo Viu, de Boltaña, et Joaquin Buisán, de Lavelilla. Il explore méthodiquement le quadrilatère formé par la frontière au nord, une ligne Torla-Huesca à l’ouest, Huesca-Barbastro au sud, Barbastro-la Cinca, logeant chez l’habitant ou dans des auberges au confort spartiate, mais au fil des années il se fait de nombreuses relations parmi la population. De retour chez lui, à Charly-sur-Marne, il met en ordre ses notes, développe et tire ses clichés, les classe et rédige ses textes. Il écrit des articles et donne des conférences, divulguant les beautés de cette contrée, plus particulièrement les fameux canyons de la sierra de Guara qu’il a été le premier à découvrir, pressentant leur potentiel touristique. Devant le rio Vero, il n’imagine pas la vogue du canyonisme, mais écrit qu’un bateau démontable aurait raison de la difficulté de l’exploration par le fond de ces gorges. Il milite pour la création du Parc national d'Ordesa en 1918, parc qui bénéficiera par la suite d'une importante extension et prendra l'appellation de Parque Nacional de Ordesa y Monte Perdido.
Briet arrête ses campagnes d'exploration en 1911, ses amis espagnols lui ayant promis la publication de ses récits de voyages. Ils le feront en effet en 1913. En 1916, au cœur de la Grande Guerre, il épouse Marie-Louise Chamblin, sa cadette de 30 ans. Une petite fille naît peu après. Malade depuis 1920, il meurt l'année suivante sans avoir connu l'apogée de son rêve espagnol. Ses manuscrits et ses photographies sont récupérés par Louis Le Bondidier, fondateur du Musée pyrénéen de Lourdes. En France, bon nombre de revues passent sa disparition sous silence, mais ses amis aragonais, grâce à une souscription, élèvent en sa mémoire un petit monument à l’entrée de la vallée d'Ordesa. À Torla, un refuge et une promenade portent son nom.
Ses photographies, documents irremplaçables et de grande qualité, sont régulièrement éditées, notamment au travers de plusieurs ouvrages publiés ou écrits par André Galicia, qui a tiré le Picard de l'oubli dans lequel ses compatriotes l'avaient plongé.[style à revoir]

## Œuvres
- Alto Aragón pintoresco, collection de cartes postales éditées en France mais vendues en Aragon, 1912
- Bellezas del Alto Aragon, 1 volume édité par la Diputación de Huesca en 1913, réédité à l'identique en 1977, et réédité en 2 volumes en 1988 et 2003 par cette même Diputación.
- Soberbios Pirineos/Superbes Pyrénées, 2 volumes édités par la Diputación de Huesca en 1990. Volume I : sélection de textes de Fernando Biarge, traduction de Nieves Ibeas et Antonio Gaspar, 302 pages ; Volume II : sélection de 176 photographies (F. Biarge et E. Salamero).
- Aux Pyrénées !, articles et photographies, voyages sur le versant français, 1892 - 1906 rassemblés par André Galicia, éditions de la Ramonda, Paris, juin 2017.